# Frans Klein (architect)

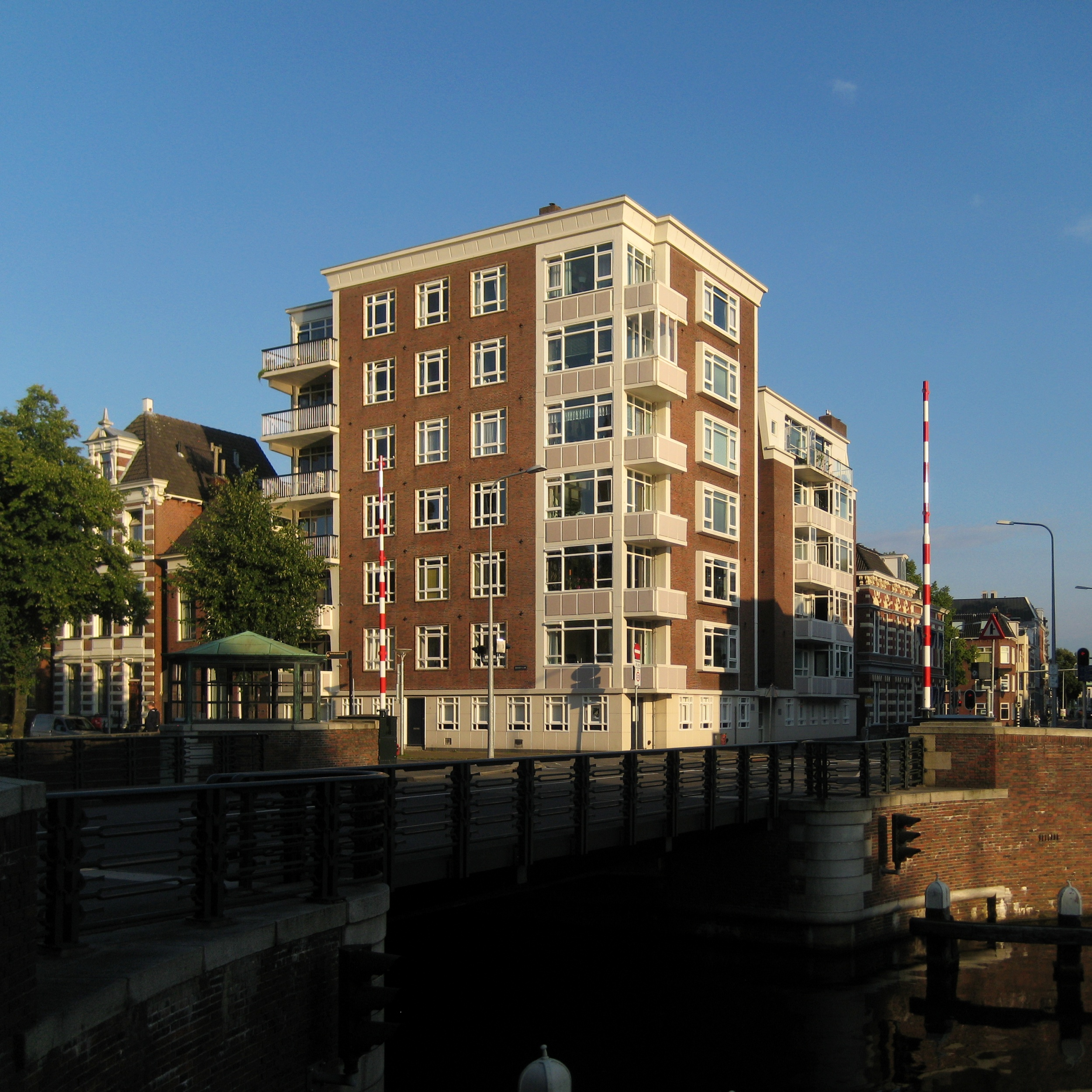
De Plantsoenflat (1949-1950) in Groningen (2012)

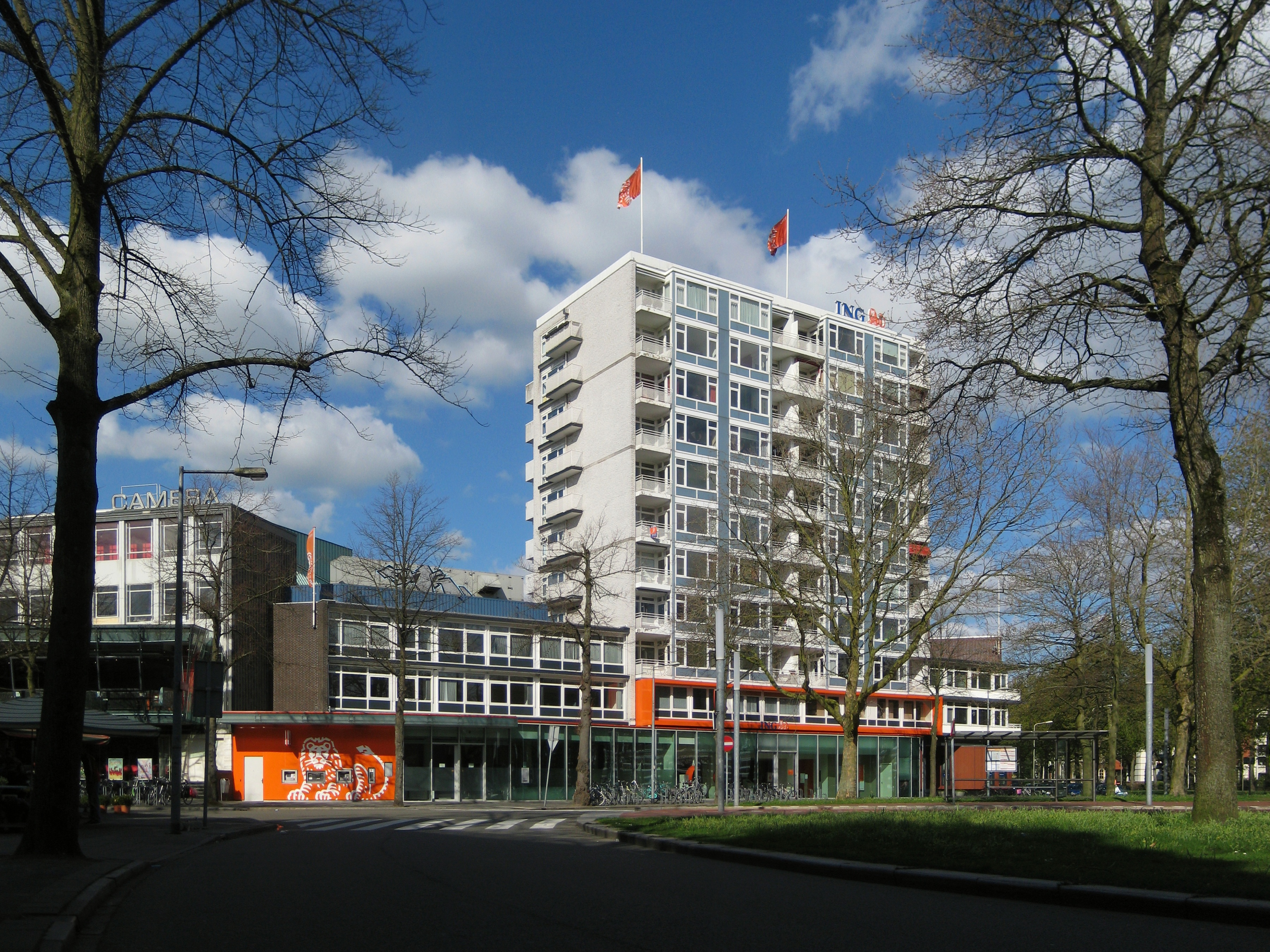
Appartementencomplex en voormalig hotel-restaurant Helvetia (1961-1963) in Groningen (2013)

Franciscus (Frans) Klein (Rotterdam, 5 oktober 1907 - Haren, 15 september 1973), in vakliteratuur meestal vermeld als F. Klein, was een Nederlandse architect.
Klein werd geboren in Rotterdam als zoon van Maarten Klein en Maatje Verschuur. Aanvankelijk werkte hij, net als zijn vader, als timmerman, later werd hij bouwkundig tekenaar. In 1934 trouwde hij met Jeanne Jacqueline Tans. Hij begon zijn loopbaan als architect in 1936 bij het bureau van Albert Jan Feberwee in de stad Groningen. Na de Tweede Wereldoorlog opende hij er zijn eigen bureau, Architectenbureau Klein. Met Huig Maaskant vormde hij daarnaast tussen 1945 en 1960 het Bureau voor Industriebouw. Een aantal van zijn gebouwen is aangemerkt als gemeentelijk, provinciaal of rijksmonument. 
Hij was lid van onder andere de Stichting Architecten Research en diverse commissies van de Bond van Nederlandse Architecten. Klein werd benoemd tot Ridder in de Orde van Oranje-Nassau. Hij overleed op 65-jarige leeftijd. Architectenbureau Klein bleef bestaan en werd in 1998 omgedoopt tot KLEIN Architecten.

## Werken (selectie)
- 1949-1950: Plantsoenflat in Groningen
- 1950: Villa Vijversburg aan de Verlengde Hereweg in Groningen[2]
- 1951-1953: Gorechtflat in Groningen
- 1954: winkelpand Galeries Modernes aan de Vismarkt in Groningen
- 1954-1955: Portieketageflats West-Indischekade in Groningen
- 1955-1957: Wielewaalflat in Groningen
- 1961-1963: Appartmentencomplex/hotel-restaurant Helvetia in Groningen
- 1965: Brinkflat in Assen
- 1966-1968: Voormalig hoofdkantoor van de Gasunie aan de Laan Corpus den Hoorn, Groningen